# ドムラ

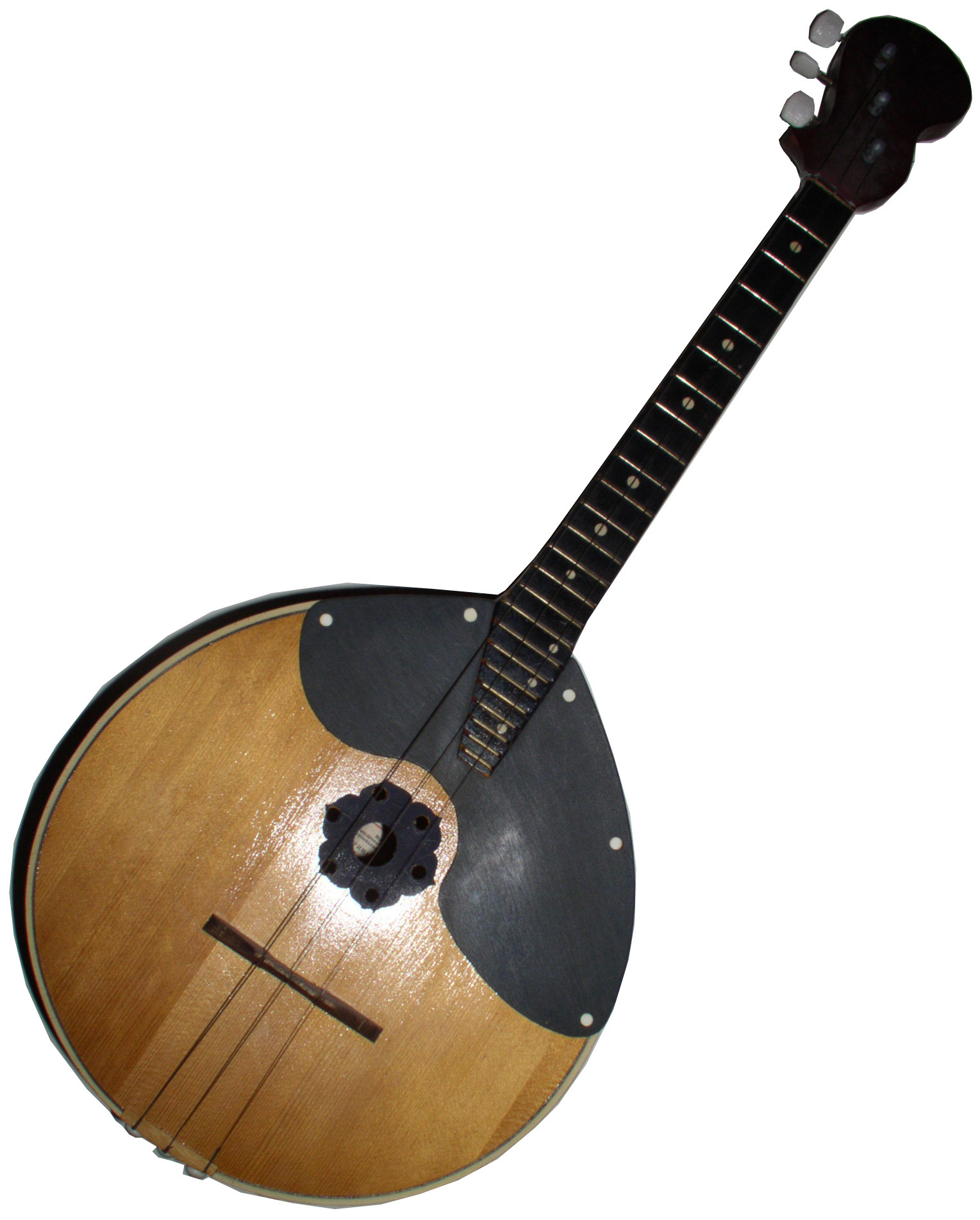
ドムラ

ドムラ(ロシア語：домра)は、3本もしくは4本のスチール弦と丸い共鳴板を持つロシアの弦楽器である。12世紀にモンゴルの侵入とともにロシアに持ち込まれたものと考えられる。現在のデザインは1869年にワシーリー・ワシリエヴィッチ・アンドレーエフによって改良されたもので、オリジナルの楽器の正確な記述は残っていない。今日では、ドムラはピックで弾かれ、バラライカアンサンブルの主メロディーを担当することが多い。
現代の演奏家で最も著名なのが、3弦ドムラ奏者のアレクサンドル・ツィガンコフである。彼は「ドムラの王」の異名をとり、演奏、レパートリー、作曲、教育法などあらゆる面において大きな影響を与え続けている。ロシア連邦人民芸術家で、グネーシン記念ロシア音楽アカデミーの教授を務めている。
タマーラ・ヴォルスカヤは現代の4弦ドムラ奏者の第一人者とみなされている。彼女はロシア功労芸術家で、ウラル連邦管区のエカチェリンブルクのムソルグスキー音楽院の教授を務めている。

## 媒体
(媒体の選択の概観の建物方法、器械、音楽スタイル)
- “Tamara Volskaia domra Saint-Saens Rondo Capricioso”(Youtube Video)
- “Tamara Volskaia domra Tchaikovsky Danse russe”(Youtube Video)
- “Campanula, Russian romance - String Quartet SKAZ”(Youtube Video)
- “Arie - J.S. Bach”(Youtube Video)
- “Domras/Домры (Mozart, Turkish march)”(Youtube Video)
- “Flight of the Bumblebee, I. Orlova, V.Khavrun, A.Klyushnik”(Youtube Video)
- “Vivaldi Four Seasons”(Youtube Video)
- “Tin Roof Blues (domra & guitar)”(Youtube Video)
- “Libertango (Astor Piazzolla)”(Youtube Video)
- “Besame Mucho (performed by Troika)”(Youtube Video)
- “Isaac Albeniz - Victor Solomin Asturias (Leyenda)”(Youtube Video)
- (mp3) Domradiskografie